# لیو شویی
لیو شویی (چینی ساده: 刘学义; پین‌یین: Liú Xué Yì؛ زادهٔ ۶ ژوئیه ۱۹۹۰) بازیگر اهل چین است که از سال ۲۰۱۳ میلادی تاکنون مشغول فعالیت بوده‌است. از آثاری که درآنها ایفای نقش کرده‌است می‌توان به زنجرهٔ پاییزی (۲۰۲۰) و شعر عاشقانهٔ کهن (۲۰۲۱) اشاره کرد.